# غوفر شمالي
غوفر شمالي (الاسم العلمي:Thomomys talpoides) هو نوع من الحيوانات يتبع جنس غوفر جيبي من فصيلة الغوفرية.